# Фил Хелмут
Филип Джером Хелмут Младши (роден на 16 юли 1964 г.) е американски професионален покер играч, който е спечелил рекордните седемнадесет гривни от Световните покер серии. Той е победител в Главното събитие на Световните покер серии (WSOP) и Главното събитие на Европейските световни покер серии (WSOPE) за 2012 г., а през 2007 г. е приет в Залата на славата на покера на Световните покер серии.

## Личен живот
Хелмут е роден в Медисън, Уисконсин, и завършва гимназията в Медисън Уест. Юношеството му изпълнено с тревоги и той трудно се справя с проблемите с оценките и приятелите си, като казва, че по това време е бил „грозното пате“ на семейството си. След това се премества в Университета на Уисконсин – Медисън за три години, където прекъсва, за да стане покер играч на пълен работен ден.
От 1992 г. той живее в Пало Алто, Калифорния, със съпругата си Катрин Санборн, която е психиатър в Станфордския университет, и двамата им сина, Филип 3-ти и Николас.

## Покер кариера
Той е на 21-во място в списъка с покер печалби за всички времена. Той държи рекордите за най-много влизания в печалбите в Световните покер серии (148) и най-много финални маси на Световните покер серии (64), изпреварвайки Ти Джей Клотие.
Хелмут е известен с това, че обикновено заема мястото си в покер турнирите дълго след началото им.
Към януари 2021 г. печалбите му от турнири на живо надхвърлят $24,000,000.

### Световни покер серии
В Световните покер серии през 1988 г., Хелмут постигна първото си влизане в парите в $1,500 Seven Card Stud Split, 6-о събитие. В Световните покер серии от 1988 г. той завършва на 33-то място, след като е елиминиран от евентуалния шампион Джони Чан.
През 1989 г. 24-годишният Хелмут става най-младият играч, спечелил Главното събитие на Световните покер серии, като побеждава двукратния шампиона и защитник на титлата, Джони Чан, в хедс-ъп игра; рекордът на Хелмут е счупен от Питър Ийстгейт (22) през 2008 г.
Към септември 2020 г. Хелмут е спечелил над $15,000,000 на Световните покер серии и се класира на четвърто място в списъка с печалби за всички времена на това събитие след Антонио Есфандиари, Даниел Колман и Даниел Негреану. Хелмут също е пети за всички времена по брой влизания в парите на главното събитие на Световните покер серии. Той има осем влизания в парите на главни събития (1988, 1989, 1997, 2001, 2003, 2008, 2009 и 2015), поставяйки го зад Бери Джонстън (10), Умберто Бренес, Дойл Брънсън и Боби Болдуин (9).
Тринадесет от 16-те гривни на Хелмут са от Тексас Холд'ем, въпреки че той има и успех в различните от холд-ем събития. От началото на Световните покер серии от 2015 г. 22 от 52-те финални маси на Хелмут са от други игри, включително 2 – 7 Лоубол (Lowball), Севън Кард Стъд Хай-ло (Seven Card Stud Hi-Lo), Севън Кард Разз (Seven Card Razz) и Омаха Холд'ем Пот Лимит, Лимит и Хай-ло(Omaha Hold'em Pot Limit, Limit и Hi-Lo), както и смесени игри като ХОРС (HORSE) и $50,000 Шампионат на покер играчите; първата му финална маса на Световните покер серии (и първо влизане в парите в историята му с това събитие) е в Севън Кард Стъд Хай-ло през 1988 г., а втората му финална маса на Световните покер серии (и третото му влизане в парите в историята на това събитие) е в Пот Лимит Омаха Холд'ем с повторни влизания през 1989 г. (Неговата трета по рода си финална маса на Световните покер серии (и петото му влизане в парите) е победата му в Главното събитие през 1989 г.) От тези 22 събития Хелмут завършва шест пъти на второ място.
| Година | Турнир                                          | Награда (US$/EU€) |
| ------ | ----------------------------------------------- | ----------------- |
| 1989 г | $10,000 Световно първенство по холдем без лимит | 755 000 долара    |
| 1992 г | $5,000 Лимит Холдем                             | 168 000 долара    |
| 1993 г | $1500 Холдем без лимит                          | 161 400 долара    |
| 1993 г | $2500 Холдем без лимит                          | 173 000 долара    |
| 1993 г | $5,000 Лимит Холдем                             | 138 000 долара    |
| 1997 г | $3,000 Пот Лимит Холд'ем                        | 204 000 долара    |
| 2001 г | $2,000 Холдем без лимит                         | 316 550 долара    |
| 2003 г | $2500 Лимит Холдем                              | 171 400 долара    |
| 2003 г | $3,000 Холдем без лимит                         | 410 860 долара    |
| 2006 г | $1,000 Холдем без лимит с повторно влизане      | 631 863 долара    |
| 2007 г | $1500 Холдем без лимит                          | 637 254 долара    |
| 2012 г | $2500 Разз със седем карти                      | 182 793 долара    |
| 2012E  | €10,450 Холдем без лимит (Главно събитие)       | 1 022 376 евро    |
| 2015 г | $10 000 Разз със седем карти                    | 271 105 долара    |
| 2018 г | $5,000 Холдем без лимит                         | 485 082 долара    |
| 2021 г | $1,500 Без лимит 2 – 7 Лоубол Дроу              | 84 851 долара     |

На Световните покер серии през 1993 г. Хелмут става вторият играч в историята на формата, който печели три гривни за една година. (Walter „Puggy“ Pearson е първият, който го прави през 1973 г.; една от тези гривни е за спечелване на Главното събитие.) Трите победи на Хелмут идват в три последователни дни. (Тед Форест също печели три гривни в три последователни дни на Световните покер серии през 1993 г., за да стане третият играч, постигнал това в една година).
На Световните покер серии през 1997 г. Хелмут печели своята 5-а гривна за десетилетието, най-много от всички играчи през 1990-те.
На Световните покер серии от 2006 г., Хелмут извоюва своята 10-а гривна от формата в събието $1,000 Холден без лимит с повторно влизане. Тогава това го поставя наравно с Дойл Брънсън и Джони Чан за най-много гривни. На Световните покер серии от 2007 г., Хелмут печели своята рекордна 11-а гривна в събитието $1500 Холдем без лимит.
Спонсорът на Хелмут урежда пристигането му на Главното събитие на Световните покер серии през 2007 г. със състезателна кола. Хелмут губи контрол над автомобила на паркинга на хотел и казино Рио Ол Сют и се удря в осветително тяло. Той заменя колата с лимузина, като пристигна на Главното събитие с два часа закъснение.
На Главното събитие на СПС от 2008 г., Хелмут обижда вербално друг играч и получава наказание от един рунд. След лична среща с комисаря на СПС, Джефри Полак, наказанието е отменено и Хелмут завършва турнира на 45-о място.
По време на СПС от 2011 г., Фил завършва втори в три турнира, в Шампионата 2 – 7 Дроу Лоубоу, Севън Кард Стън Хай-ло Сплит-8 или По-добрият шампионат и Шампионата на покер играчите Ейт-гейм микс.
На 11 юни 2012 г. Хелмут печели своята 12-а гривна от Световни покер серии в събитието $2,500 Севън-Карт Разз, побеждавайки Дон Зевин и печелейки $182,793. Зевин завършва трети след Чан и Хелмут, когато Хелмут печели първата си гривна през 1989 г. Това е първата гривна, която Хелмут печели в събитие без холдем, и го прави първия играч, спечелил поне една гривна през последните четири десетилетия, и едва третият играч в историята на СПС, който спечели гривна четири десетилетия наред (Джей Хеймоуиц печели 6 гривни, обхващащи 1970-те до 2000-те години, а Били Бакстър печели 7 гривни, също обхващащи 1970-те до 2000-те). Хелмут също се прибира с $2,645,333 за четвъртото си място в турнира „Биг Уан фор Уан Дроп“ (Big One for One Drop) с вход от $1,000,000, което е най-голямата му печелба от турнир в кариерата му.
На 4 октомври 2012 г. Хелмут печели своята 13-а гривна от СПС в главното Холдем без лимит €10 450 събитие на Европейските световни покер серии, като печели €1 022 376 ($1 333 841) и става първият играч, който някога е печелил както главното събитие на Световните серии по покер, така и на Европейските световни серии по покер. Тази победа също така прави Хелмут първият играч в историята на СПС, който печели няколко гривни за три десетилетия (1993 (3), 2003 (2) и 2012 (2)). Освен това Хелмут завършва втори в надпреварата за играч на годината на СПС за рекорден трети път (2006, 2011 и 2012).
На 8 юни 2015 г. Хелмут печели своята 14-а гривна от СПС в събитието $10 000 Севън-Карт Разз, като печели $271 105.
На 11 юли 2018 г., Хелмут печели своята 15-а гривна от СПК в събитието $5,000 Холдем без лимит, като си тръгва с $485,082.
На 17 октомври 2021 г. Хелмут печели своята 16-а гривна от СПС в събитието $1500 2 – 7 Лоубол Дроу без лимит, като печели $84,851.

### Световен покер тур
Хелмут влиза в парите 18 пъти и достига до пет финални маси в Световния покер тур. Той завършва на четвърто място в събитието $3,000 Холдем без лимит по време на 49-ата Златка треска (Gold Rush Bonanza) през 2002 г., на трето място в събитеито $10,000 Холдем без лимит на Световните покер финали във Фокслуудс през 2003 г., на шесто място на Л.А. Покер Класик 2008 (LA Poker Classic), трето място в събитието Падаща Звезда на Бей 101 през 2010 г. и второ място през 2017 г. в Байсикъл Казино. През 2010 г. той също е телевизионното момче-балон, като завършва седми на събитието $25,000 Световен шампионат на световния покер тур. Към януари 2021 г. Хелмут печели $1,576,916 от турнири на СПТ.

### Други знаменити турнири
Хелмут се появява редовно в епизодите на Покер по тъмно (Poker After Dark) по ПокерГОУ (PokerGO) както като играч, така и като коментатор. Хелмут печели първия си турнир на Покер по тъмно (ППТ) в първия епизод на третия сезон, като си тръгва със $120,000. Хелмут се завръща две седмици по-късно и печели втората си титла в ППТ, като спечели още $120,000. Хелмут е шампионът от сезон 3 на Късен покер (Late Night Poker).
През 2000 г. той печели главното събитие на Покер EM 7-Кард Стъд в Австрия, обявен за най-големия 7-Кард Стъд турнир в света. Фил побеждава 437 други играчи, за да спечели $106,250. През 2005 г. Хелмут печели първия национален хедс-ъп покер шампионат. Той побеждава Мен Нгуен, Пол Филипс, Хък Сийд, Лайл Берман и Антонио Есфандиари по пътя към финала срещу Крис Фъргюсън, когото побеждава в два от три мача. Докато се опитва да повтори това постижение през 2006 г., той губи в първия рунд от Чип Рийз. През 2007 г. Хелмут не играе заради PartyPoker.com Първа покер лига (Premier League Poker), британски турнир, в който той участва. Той печели четири от шестте си групови мача и в крайна сметка завършва трети на финала. Хелмут участва в 2008 Национален шампионат по хедс-ъп покер, губейки в първия рунд от Том Дуан. През 2013 г. Хелмут завършва на второ място, като губи от Майк Матусов в последния кръг и печели 300 000 долара.
През юли 2020 г. Покер ГОУ обявява нова серия, наречена Дуел с големи залози (High Stakes Duel), която представлява хедс-ъп формат на покер с удвояване на залозите на всеки рунд и губещият в мача има възможност да помоли за реванш. Хелмут се изправя срещу Антонио Есфандиари в кръг 1 на 31 юли 2020 г., като входната такса за всеки играч е $50,000. Хелмут побеждава Есфандиари и Есфандиари веднага декларира намерението си за реванш. Вторият кръг се провежда на 24 септември 2020 г. и е с входна такса от $100,000 за всеки играч. Хелмут отново побеждава Есфандиари, а кръг 3 се провежда на 21 октомври 2020 г., когато Есфандиари отново предизвиква на реванш след загубата. В кръг 3 входът се удвоява до $200,000, а Хелмут побеждава Есфандиари за трети пореден път. Следвайки уникалните правила на Дуел с голеи залози, Есфандиари вече няма право на реванш и Хелмут може или да си тръгне с печалба от $400 000 или да премине в 4-ти кръг. Хелмут решава да изтегли печалбата си от $400,000 и обявява в интервюто си на победител, че ще бъде готов за сезон 2.
През 2021 г. Фил Хелмут предизвика Даниел Негреану в Дуел с високи залози 2. Двамата изиграват три рунда, а Хелмут надделява и в трите, като отново печели $400,000. След тази победа той се завръща за Дуел с високи залози 3. В кръг 1 той се изправя срещу претендента Ник Райт от Фокс Спортс (Fox Sports) и спечелва $100,000. Поредицата му от 7 победи приключва, след като Том Дуан го предизвиква в рунд 2 и го побеждава за $200,000. От септември 2021 г. Фил Хелмут предизвиква Том Дуан на реванш и дата за сега не е определена, но това вероятно ще се случи по време на Световните серии по покер 2021. Те ще играят за награда от $400,000, като всеки ще вложи $200,000 от собствените си пари.

## Други дейности
Хелмут се появява в сезони 1, 4 и 6 от шоуто за кеш игри на Джи Ес Ен (GSN), Покер с големи залози. Той участва в създаването на софтуера за УлтимейтБет (UltimateBet) като преди това е официален член на Отбор УБ.
Хелмут има няколко обучителни покер видеа, включително неговия Цялостен курс от бял до черен колан (Ultimate White To Black Belt Course) и Системаната за един милион долара на Фил Хелмут (Phil Hellmuth's Million Dollar Poker System). Той е писал за списание Кардплейър (Cardplayer) и е автор на няколко покер книги, включително Играй покер като професионалистите (Play Poker like the Pros), Бад бийтове и късметлийски тегления ( Bad Beats and Lucky Draws), Най-великите покер ръце играни някога (The Greatest Poker Hands Ever Played), и Покер пикльо (Poker Brat). През май 2004 г. той си партнира с Оейзис Мобайл (Oasys Mobile) за създаване на мобилно приложение, наречено Тексас Холдем от Фил Хелмут. През пролетта на 2006 г. Хелмут заменя Фил Гордън като коментатор на предаването на Браво – Конфронтация на покер знаменитости (Celebrity Poker Showdown). Хелмут участва като покер треньор в Най-доброто проклето покер шоу на Фокс Спортс Нетуърк.
През 2009 г. издателската компания на Хелмут, Филс Хаус Пъблишинг (Phil's House Publishing), публикува книгата на Стивън Джон и Марвин Карлинс Брой ме вътре: 20 от най-добрите играчи на покер в света споделят сърцераздирателните и вдъхновяващи истории за това как станаха професионалисти (Deal Me In: 20 Of The World's Top Poker Players Share The Heartbreaking and Inspiring Stories of How They Turned Pro).

## Личност и противоречие
Хелмут е известен със своя характер на „Покер лошо момче“ особено след като поема бад бийтове. През първата седмица на Покер по тъмно по Ен Би Си, Хелмут моли колегите професионалисти Шон Шейкан, Стив Золотов, Гъс Хансен и Хък Сийт да спрат да говорят, докато дойде е ред да вземе решение, след като Ани Дюк вдига залога. Първоначално те се вслушват, но когато Хелмут започва да говори, той става обект на подигравки на Сийд, който казва: „Моля, замълчете, за да мога да говоря“, предизвиквайки смях сред останалите играчи. След това Хелмут заплашва никога повече да не играе в шоуто и напуска снимачната площадка. След като продуцентите на шоуто се намесват, Хелмут се връща и отпада няколко ръце по-късно срещу Шейкан. Дюк остана мълчалив, докато драмата се разиграва, въпреки че в по-късно интервю тя описва поведението на Хелмут като „едно от най-големите преувеличения, които някога съм виждала“.
В Ден 5 от СПС през 2008 г., Хелмут хвърля A ♠ K ♥ след залога на Кристиан Драгомир на флоп от 9 ♣ 10 ♣ 7 ♠. Помолен от масата да покаже ръката си, Драгомир разкрива, че е платил префлоп рирейз на Хелмут с 10 ♦ 4 ♦, много по-слаба ръка. В отговор, Хелмут нарича Драгомир „идиот“, наред с други обиди, и в крайна сметка му е издадено предупреждение от отговорното лице за продължително ругаене на друг играч. Други играчи, включително неговият приятел Майк Матусоу, го съветват да спре. Въпреки това той продължава да ругае Драгомир словесно, докато не получава наказание от един рунд, което трябвало да бъде изпълнено в началото на играта на следващия ден. След като Хелмут се среща лично с комисаря на СПС, Джефри Полак, последният отменя наказанието.